# Elektrownia jądrowa Fugen

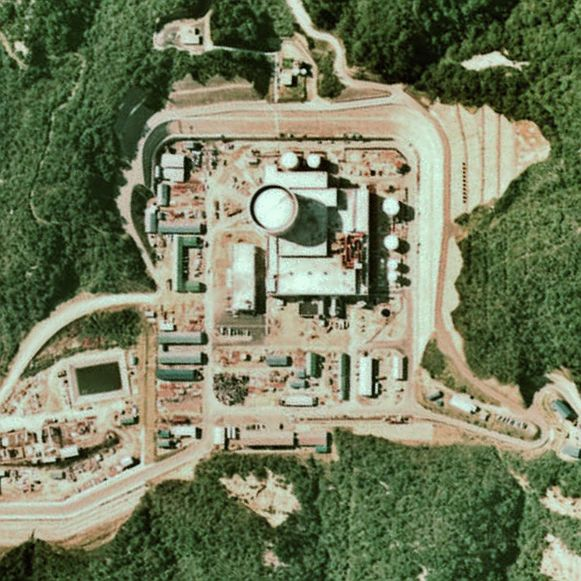
Elektrownia jądrowa Fugen (1975)

Elektrownia jądrowa Fugen (jap. ふげん) – nieczynna prototypowa japońska elektrownia jądrowa, należąca do Japońskiego Instytutu Rozwoju Cyklu Jądrowego (JNC). Pierwsza w historii wykorzystująca paliwo MOX. Położona w pobliżu miasta Tsuruga, w prefekturze Fukui, znajduje się na terenie quasi-parku narodowego Wakasawan. Elektrownia nie pracuje od 3 marca 2005 i jest w trakcie rozbiórki (od lutego 2008). Elektrownia otrzymała tytuł zabytku od Amerykańskiego Towarzystwa Jądrowego.

## Opis
Budowę elektrowni rozpoczęto 4 stycznia 1972 roku. Elektrownia Fugen składała się jednego bloku z jednym japońskim reaktorem Advanced Thermal Reactor, typu HWLWR, produkcji Hitachi, jako pierwszym wykorzystującym paliwo jądrowe typu MOX. Było ono ładowane w postaci 772 zestawów paliwowych. Energia cieplna generowana w reaktorze podgrzewała wodę (temperatura rdzenia do 300 °C) podobnie jak w reaktorach BWR, ale moderatorem była ciężka woda, jak w reaktorach CANDU. Moc termiczna reaktora wynosiła 557 MW, a elektryczna 165 MW brutto (148 MW netto).
Stan krytyczny osiągnęła 20 marca 1978 a do sieci podłączono ją 29 lipca 1978. Reaktor wyłączono 29 marca 2003. W trakcie całego swojego funkcjonowania elektrownia wygenerowała 8,3 TWh energii elektrycznej, ze współczynnikiem 
Nazwa elektrowni pochodzi od buddyjskiego bóstwa Fugen Bosatsu. Elektrownia zajmuje powierzchnię 267 694 m², w tym budynki zajmują 7762 m² (46 488 m² powierzchni użytkowej). Obsługiwało ją 256 pracowników. 

## Zdarzenia radiacyjne
- 14-16 kwietnia 1997 – wyciek trytu – zgłoszony do odpowiednich organów 30 godzin po zajściu. W trakcie śledztwa wykazano, że wcześniej miało miejsce 11 podobnych zdarzeń. Do dymisji podało się 5 osób z ówczesnego kierownictwa zakładu.
- 8 kwietnia 2002 – z uszkodzonego rurociągu wydostało się około 200 m³ pary wodnej. Reaktor został wyłączony.